# Wasilij Zarubin
Wasilij Michajłowicz Zarubin, ros. Василий Михайлович Зарубин (ur. 1894, zm. 1974) – funkcjonariusz radzieckich służb specjalnych (Czeka, OGPU, NKWD, MGB), w 1940 roku pełnomocnik operacyjny w obozie kozielskim dla polskich jeńców wojennych, w latach 1941–1944 szef rezydentury radzieckiego wywiadu w Waszyngtonie, generał major (od 1945 roku).

## Życiorys

### Młodość i początek kariery
Urodzony i wychowany na Tagance w Moskwie, syn kolejarza. W wieku 14 lat, po zakończeniu dwóch klas szkoły, został pomocnikiem w firmie handlowej Łyżyna, potem kancelistą, jednocześnie kontynuował naukę.
W latach 1914–1917 walczył na Froncie Zachodnim, za antywojenną agitację skierowany do batalionu karnego, podczas walk był ranny. Brał udział w wojnie domowej w Rosji w szeregach Armii Czerwonej. Od 1918 roku w partii bolszewickiej.

### Wywiad zagraniczny
Od 1920 w Czeka, początkowo w Departamencie Gospodarczym. W 1923 został naczelnikiem wydziału ekonomicznego OGPU we Władywostoku, gdzie organizował zwalczanie przemytu narkotyków i broni z Europy do Republiki Chińskiej. W 1925 został przeniesiony do wywiadu – spędził za granicą w sumie 25 lat, z czego 16 lat przebywał jako nielegalny agent w wielu krajach, od 1927 razem z żoną Jelizawietą. Były to m.in. Chiny (1925), Finlandia (1926–1927), Dania i Niemcy (1927–1929), Francja (1929–1933), ponownie Niemcy (1934–1937), ponownie Chiny (1941), USA (1941–1944). We Francji współpracował z agentem radzieckim, Polakiem z pochodzenia.
Używał m.in. pseudonimów Herbert i Jarosłav Kocek, działając jako obywatel Czechosłowacji w Mandżurii, Francji, Niemczech, gdzie jako szef rezydentury zwerbował jednego z przywódców paramilitarnej organizacji SA (ps. „Drug”), w Danii i Szwajcarii.

### Obóz w Kozielsku
Od 1937 roku pracował w 5 Wydziale (zagranicznym) Głównego Zarządu Bezpieczeństwa Państwowego (GUGB). W końcu października 1939 roku z ramienia GUGB, w stopniu majora bezpieczeństwa państwowego był oddelegowany jako pełnomocnik operacyjny Zarządu do spraw Jeńców Wojennych NKWD do obozu kozielskiego w celu rozpracowania więzionych tam polskich jeńców wojennych. Prowadził tam pracę śledczą oraz werbował agenturę. Celem inspekcji było oddzielenie oficerów interesujących z różnych powodów radzieckie władze bezpieczeństwa od pozostałych, przeznaczonych do rozstrzelania w ramach zbrodni katyńskiej.
W pamięci ocalonych zapisał się, zwłaszcza na tle innych funkcjonariuszy, jako człowiek inteligentny, uprzejmy, kulturalny i niepozbawiony humanitarnych odruchów. Świadczy o tym odpowiedź, której udzielił indagującemu go o zamiary władz gen. Henrykowi Minkiewiczowi: Oszalelibyście, gdybym wam powiedział. Zapewniam was, to byłoby nieludzkie. Lepiej, abyście nie wiedzieli, co chcemy z wami zrobić. Niejednokrotnie zapraszał jednego z jeńców na osobistą pogawędkę, podczas której częstował go jedzeniem niedostępnym na co dzień.
Według relacji m.in. prof. Stanisława Swianiewicza, na uwięzionych sprawiał tak korzystne wrażenie, że z polecenia najstarszego stopniem generała Henryka Minkiewicza jako jedynemu z enkawudzistów jeńcy salutowali. Wyróżniał się spośród załogi obozu wysokim wykształceniem, posługiwał się kilkoma językami, jego stosunek do jeńców był bez zarzutu, prezentował maniery człowieka światowego. Do obozu przywiózł podręczną bibliotekę, złożoną z około 500 tomów w języku rosyjskim, angielskim (np. Światowy kryzys autorstwa Winstona Churchilla), francuskim i niemieckim, po czym udostępnił książki jeńcom. W trakcie pobytu Wasilija Zarubina w obozie jeden z więzionych tam Polaków, Bolesław Pohorecki (1878–1940, cywil, prezes Izby Cywilnej Sądu Najwyższego), zadał mu pytanie, na jakiej podstawie w obozie jeńców wojennych trzymane są osoby cywilne, na co Zarubin szorstko odpowiedział, że Pohorecki powinien wreszcie zrozumieć, że władzom sowieckim fakt przewodniczenia Sądowi Najwyższemu burżuazyjnego państwa wystarcza w zupełności do zatrzymania go w zamknięciu.
Zarubin opuścił obóz w Kozielsku 4 marca 1940. Część literatury polskiej wspomnieniowej i naukowej podawała błędnie jego stopień z okresu pobytu w Kozielsku – spowodowane to było podobieństwem dystynkcji NKWD i Armii Czerwonej, gdyż jeden romb na naszywce przysługiwał zarówno majorowi bezpieczeństwa państwowego, jak i wojskowemu kombrygowi (generałowi majorowi).

### Kariera wywiadowcza od 1941
W 1941 był współorganizatorem zamachu stanu w Jugosławii. Po wybuchu wojny z Niemcami kierował delegacją radziecką podczas rozmów z przedstawicielami służb brytyjskich na temat zasad współpracy.
Od października 1941 działał jako rezydent w Waszyngtonie (ps. „Maksim”, „Wasilij Zubilin”). Przed wyjazdem do USA był instruowany osobiście przez Józefa Stalina, któremu potem regularnie referowano materiały dostarczane przez Zarubina. Najprawdopodobniej polem działalności było głównie szpiegostwo przemysłowe. Przebywał na placówce jako trzeci, a następnie drugi sekretarz ambasady. Towarzyszyła mu żona Jelizawieta („Elsa”) Rosenzweig vel Liza Gorska, doświadczona pracownica radzieckiego wywiadu, która zajmowała się szpiegostwem atomowym. Zarubin miał wiele kontaktów wśród cudzoziemców, dzięki czemu z dużym powodzeniem osobiście werbował agentów oraz pracował z najważniejszą agenturą. Pracowitość stała się przyczyną jego wpadki. Częste spotkania z agentami i związane z tym wypady za miasto wzbudziły zainteresowanie kontrwywiadu FBI. W rezultacie, uznany za persona non grata, w 1944 został wydalony ze Stanów Zjednoczonych. Po powrocie do ZSRR pracował w aparacie centralnym NKWD oraz MGB.
W 1948 w wieku 54 lat przeszedł do rezerwy ze względu na stan zdrowia. Był nagrodzony Orderem Rewolucji Październikowej, dwoma Orderami Czerwonego Sztandaru i Orderem Czerwonej Gwiazdy oraz dwukrotnie Orderem Lenina, Medalem jubileuszowym „XX lat Robotniczo-Chłopskiej Armii Czerwonej”, Medalem „Za zwycięstwo nad Niemcami w Wielkiej Wojnie Ojczyźnianej 1941–1945”.